# Sunkist (frisdrank)
Sunkist is een Amerikaans merk van frisdrank, geproduceerd door de Dr Pepper Snapple Group, terwijl het merk in handen is van Sunkist Growers.
In tegenstelling tot de meeste sinaasappellimonades bevat Sunkist cafeïne. Naast de klassieke Sunkist (sinaasappel) bestaan er verschillende varianten, waaronder een lightversie en een sprankelende. Er worden ook drankjes met andere fruitsmaken gemaakt. 

## Geschiedenis
General Cinema Corporation, vroeger de belangrijkste onafhankelijke bottelarij van Pepsi-producten, kreeg in de late jaren 1970 de licentie van Sunkist Growers, een Californische coöperatie van citrustelers, om een frisdrank op basis van sinaasappelsap te produceren. Na een grote introductie in New York, werd de frisdrank in de hele VS verspreid via franchises aan de bottelarijen van zowel Coca-Cola als Pepsi. In 1980 werd Sunkist Orange Soda de best verkochte frisdrank op basis van sinaasappel in de Verenigde Staten. In 1984 werd Sunkist Soft Drinks verkocht aan Del Monte. Van 1986 tot 2008 werden de frisdranken van Sunkist onder licentie door Cadbury Schweppes geproduceerd, meer bepaald door de Amerikaanse tak, Cadbury Schweppes Americas Beverages. In 2008 scheurde die tak zich onder de naam Dr Pepper Snapple Group van de rest van het bedrijf af. Sunkist is nog steeds de populairste sinaasappellimonade in de VS. Buiten de VS wordt de frisdrank onder licentie van Sunkist Growers door lokale producenten verdeeld.